# أنكي لايدن
أنكي لايدن (بالسويدية: Anki Lidén)‏ هي ممثلة سويدية، ولدت في 5 أبريل 1947 في السويد.

## أعمال

### أفلام
- (1985) حياتي ككلب[6][7]

## وصلات خارجية
- أنكي لايدن على موقع IMDb (الإنجليزية)
- أنكي لايدن على موقع ألو سيني (الفرنسية)
- أنكي لايدن على موقع أول موفي (الإنجليزية)
- أنكي لايدن على موقع قاعدة بيانات الأفلام السويدية (السويدية)
- أنكي لايدن على موقع قاعدة بيانات الفيلم (الإنجليزية)
- أنكي لايدن على موقع كينوبويسك (الروسية)